# 平畑徹也
平畑 徹也（ひらはた てつや、1982年6月13日 - ）は日本のピアニスト、キーボーディスト、アレンジャー。通称「はっちゃん」。高橋優、ヨルシカ、キタニタツヤ、いきものがかり、LiSA、ポルノグラフィティ、クリープハイプ、大竹しのぶなど、多数アーティストのレコーディング・ライブに参加している。グックルのピアノ、作編曲担当。大阪府八尾市出身。既婚。

## 略歴
幼少期から中学校にかけては音楽教育を全く受けておらず、高校から独学でピアノを始め、軽音楽部でドラムと鍵盤を担当。1999年、高校在学中に作曲コンテストに出場して優秀賞を獲得し、審査員の浅倉大介より賞状を授与される。高校卒業後、音楽の専門学校に入る。
2005年7月、吉留慎之介と共にピアノ・ポップ・ユニット「グックル」を結成し、そのインディーズ時代の楽曲を浅田信一にプロデュースされたことは、平畑にとって大きな転機となった。2007年にメジャーデビューを迎える。
2007年に新垣結衣のレコーディングにピアノで参加したことをきっかけに、2008年大阪から上京し、高橋優をはじめアーティストのサポートを行う。2011年にサントリー「ストーンズバー」CMに出演。
2023年3月23日に、自身名義では初となるアルバム『AMNJK』をリリース。ゲストアーティストに高橋優・キタニタツヤ・suis from ヨルシカ・n-buna from ヨルシカ・浅田信一・みゆな・小関裕太・peppe(緑黄色社会)・平部雅洋(reGretGirl)を迎えた豪華な作品となっている。

## サポート演奏経歴
- 高橋優
- ヨルシカ
- クリープハイプ
- キタニタツヤ
- ポルノグラフィティ
- いきものがかり
- LiSA
- Aimer
- King&Prince
- Kis-My-Ft2
- 新垣結衣
- 吉田山田
- 変態紳士クラブ
- 那須川天心
- くじら
- DUSTCELL
- あたらよ
- 流線形
- 一十三十一
- 堀込泰行
- ナツサマー
- reGretGirl
- 三阪咲

- 坂本真綾
- May'n
- 中島愛
- 川嶋あい
- Every Little Thing
- みゆな
- 私立恵比寿中学
- CYNHN
- 大竹しのぶ
- ソニン
- 西田敏行
- 世良公則
- サーカス (歌手)
- 天童よしみ
- 當山みれい
- 小池徹平
- 山崎育三郎
- GOING UNDER GROUND
- 浅田信一
- 古市コータロー
- 山崎あおい
- Honey L Days
- 近藤晃央

- ゆべしス
- さくらしめじ
- Rihwa
- シェネル
- Lil'B
- エイジアエンジニア
- 坂口有望
- 鈴木みのり
- 村上佳佑
- 近石涼
- 井上苑子
- 神田莉緒香
- 石嶺聡子
- 中村舞子
- ひいらぎ
- 岡野宏典
- Unlimited tone
- 松藤量平
- 竹友あつき
- P丸様

- nicoten
- NU'EST
- ユン・サンヒョン
- ソンモ
- ソンジェ
- 龍雅
- Leyona
- 中前りおん
- 國府田マリ子
- 緒方恵美
- Lia
- 吉川友
- 工藤真由
- 96猫
- 虹のコンキスタドール
- つばきファクトリー

## 編曲経歴
- 高橋優
- 山崎あおい
- Shout it Out
- motorpool
- ベイビーレイズJAPAN
- 古市コータロー
- humming note
- みゆな
- マンハッタンスリム

## サウンド・プロデュース
- Shout it Out
- humming note
- マンハッタンスリム
- 近石涼

## 制作
- ダンス舞台「GQ-GABBY-」音楽制作
- NHK「仕事ハッケン伝」劇伴制作